# Рудники (Ленчицький повіт)
+ Otheruses
Рудники (пол. Rudniki) — село в Польщі, у гміні Вітоня Ленчицького повіту Лодзинського воєводства.
Населення — 39 осіб (2011).
У 1975-1998 роках село належало до Плоцького воєводства.

## Демографія
Демографічна структура станом на 31 березня 2011 року:
|          | Загалом | Допрацездатний вік | Працездатний вік | Постпрацездатний вік |
| -------- | ------- | ------------------ | ---------------- | -------------------- |
| Чоловіки | 18      | 3                  | 14               | 1                    |
| Жінки    | 21      | 4                  | 10               | 7                    |
| Разом    | 39      | 7                  | 24               | 8                    |